# 第五大发明
《第五大发明》（又称为“匠木”） 是由成都东极六感研发的一款基于榫卯的空间解谜独立游戏。游戏于2020年6月10日在iOS和Android平台发售  。

## 游戏开发
《第五大发明》在2016年开始制作，游戏玩法以模拟经营为主。游戏在2018年改变为空间解密游戏。2019年1月完成单机版测试，2020年4月完成自定义测试。在2020年6月10日在中国大陆正式上线。此外，游戏在未来还将登录其他平台。

## 游戏反响

### 奖项
| 年份 | 奖项                      | 类别               | 结果 | 来源        |
| ---- | ------------------------- | ------------------ | ---- | ----------- |
| 2018 | IMGA China                | 最佳功能游戏       | 獲獎 | [ 4 ]       |
| 2018 | IMGA China                | 最快上手游戏       | 獲獎 | [ 4 ]       |
| 2018 | 金茶奖                    | 最值得期待移动游戏 | 獲獎 | [ 5 ]       |
| 2019 | IndiePlay中国独立游戏大赛 | 最佳移动游戏奖     | 獲獎 | [ 6 ]       |
| 2019 | IndiePlay中国独立游戏大赛 | 最佳创新奖         | 提名 | [ 6 ]       |
| 2019 | 中国原创艺术精品游戏大赛  | 最佳设计奖         | 獲獎 | [ 7 ] [ 8 ] |
| 2020 | App Store六月最佳游戏     |                    |      | [ 9 ]       |